# Ignacy Martynowicz

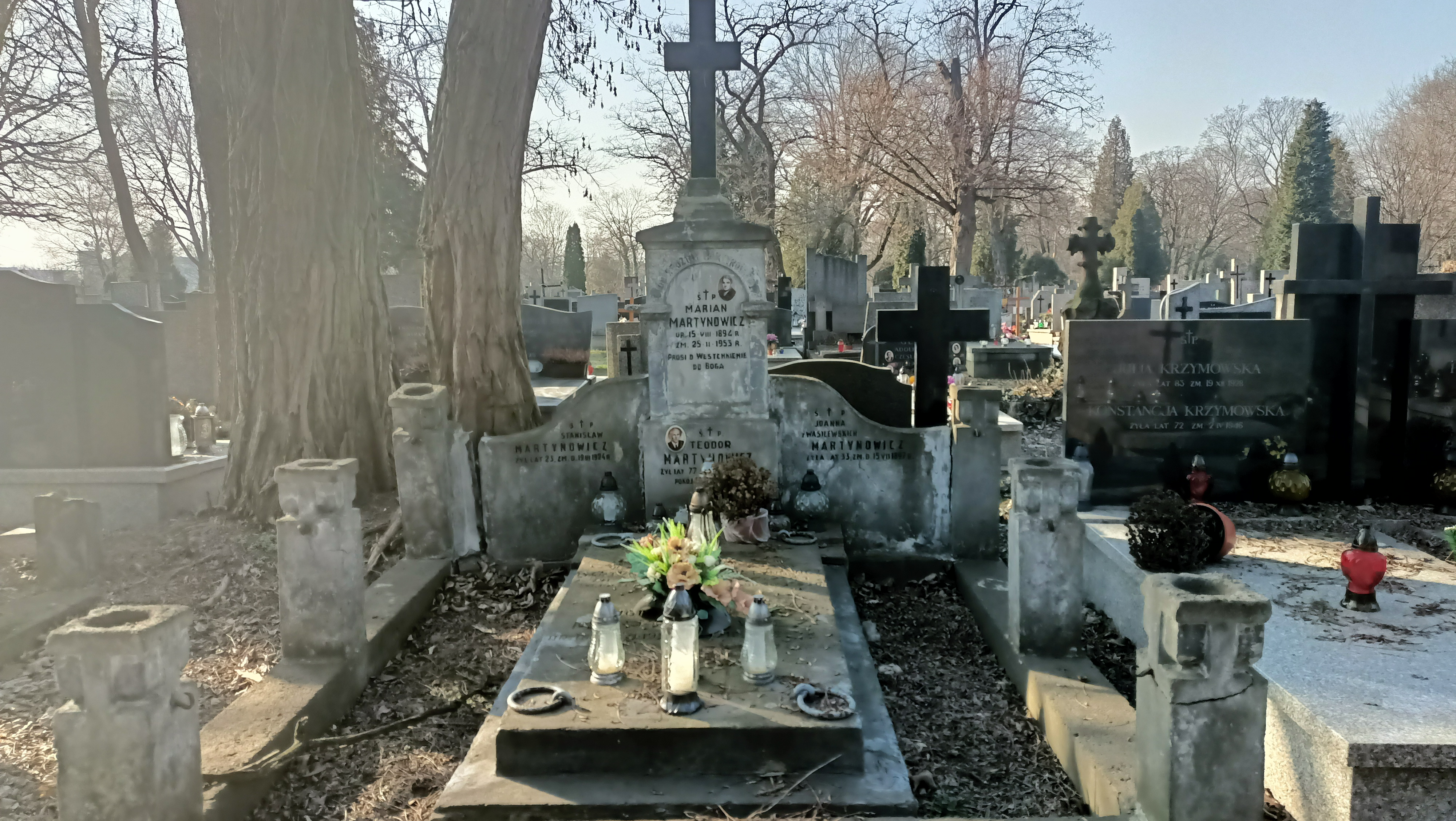
Grób Ignacego Martynowicza na Cmentarzu Brdnowskim w Warszawie

Ignacy Martynowicz (przybrane nazwisko: Bronisław Lewandowski) (ur. 31 lipca 1887 w Warszawie, zm. 3 października 1966 tamże) – działacz SDKPiL, KPP, PPS i związków zawodowych.
Syn murarza, działacza SDKPiL Wiktora i Joanny z Wasilewskich, pod wpływem ojca w 1904 wstąpił do SDKPiL. Z zawodu był również murarzem. Kilkakrotnie aresztowany, 1907-1911 przebywał na katordze i w więzieniach. W czasie I wojny światowej na Ukrainie, po rewolucji lutowej 1917 służył krótko w Milicji Ludowej w Milicji Ludowej w Jekatiernosławiu (obecnie Dniepropietrowsk), w styczniu 1919 powrócił do Warszawy i wstąpił do Komunistycznej Partii Robotniczej Polski (KPRP) (od 1925: Komunistycznej Partii Polski (KPP)) i do Związku Zawodowego Robotników i Robotnic Przemysłu Budowlanego, 1925-1926 członek jego zarządu. Pod koniec 1926 został usunięty z KPP i związku i wstąpił do PPS i Stowarzyszenia Byłych Więźniów Politycznych. 
W listopadzie 1928 po rozłamie w PPS opowiedział się za frakcją piłsudczykowską. 1933-1938 przewodniczący Zarządu Głównego Centralnego Związku Robotników Przemysłu Budowlanego, którego członkiem był od 1928. W październiku 1936 został odznaczony Krzyżem Niepodległości z Mieczami, jednak 4 kwietnia 1938 cofnięto mu to oznaczenie po ujawnieniu przez Komisariat Rządu na m. st. Warszawę wcześniejszych powiązań Martynowicza z partią komunistyczną. Podczas okupacji pracował w firmach budowlanych w Warszawie. 14 sierpnia 1944 został aresztowany przez Niemców i wywieziony na przymusowe roboty do Austrii. 
Wrócił do Polski w lipcu 1945 i pracował w Warszawie w Społecznym Przedsiębiorstwie Budowlanym i Spółdzielni Pracy "Skała". Od 1945 członek PPS, a od grudnia 1948 PZPR. 1958 przeszedł na emeryturę. Został pochowany na cmentarzu Bródnowskim.